# ホーン岬

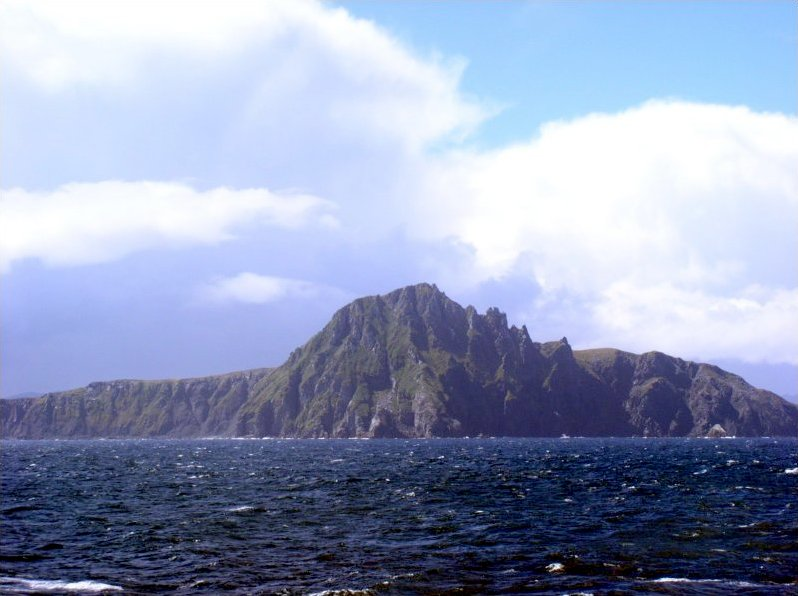
ホーン岬

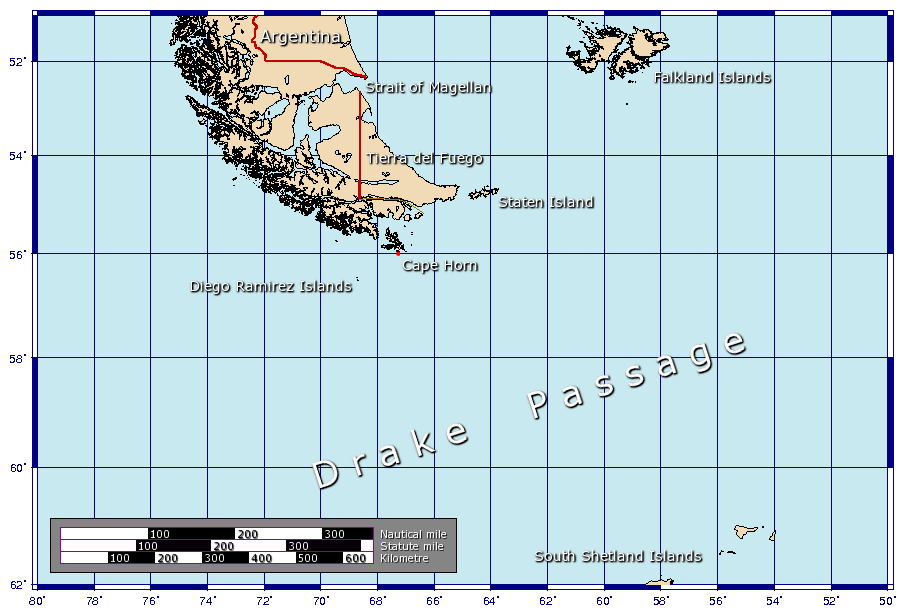
南米最南部の地図

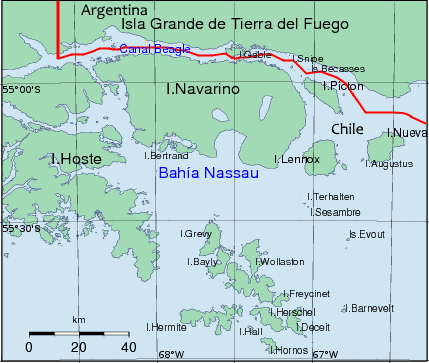
ティエラ・デル・フエゴ諸島南部の地図。地図の最下部（最南部）のオルノス島にホーン岬が位置する。上部の赤線はチリ・アルゼンチン国境。

ホーン岬があるオルノス島周辺のウォラストン諸島およびエルミテ諸島の島々の地図

ホーン岬（ホーンみさき、英: Cape Horn）またはオルノス岬（スペイン語: Cabo de Hornos）は、チリの南、ティエラ・デル・フエゴ諸島最南に位置するオルノス島最南端の岬である。ドレーク海峡に面している。

## 解説
ホーン岬は裸岩の断崖になっており、頂上の標高は424メートル。近海は流速の速いホーン岬海流が流れ、氷山が行方を遮り、アンデス山脈から吹き降ろす冷たい突風ウィリウォウに煽られ、高波と荒天が多い航海の難所である。
国際水路機関 (IHO) により、岬を通過する経線が大西洋と太平洋の境界と定められている。
なお、離島ではホーン岬が位置するオルノス島の更に南にディエゴ・ラミレス諸島がある。また南アメリカ大陸本土の最南端は、フロワード岬である。
パナマ運河が開通するまで、大西洋と太平洋を往来するには、ホーン岬を超えるほかなかった。パナマ運河が開通した後も、パナマ運河を通過できないケープサイズの船などによって利用される。また、グレートケープ(世界三大岬)の一つであり、ヨットレースなどの通過点でもある。
一帯には地球で最も南にある森林（常緑多雨林のマゼラン亜極樹林）、ツンドラ（マゼランツンドラ）、高山、氷河、氷原、フィヨルド、オオウキモなどの褐藻の藻場などがあり、主な樹種はナンキョクブナ、レンガ、ドンベイミナミブナである。2005年にユネスコの生物圏保護区に指定された。

## 歴史
1578年9月、フランシス・ドレークが、世界一周の途上で太平洋に到達するために、マゼラン海峡を通過していた。北に向かう前に、彼の船は嵐に遭遇し、ティエラ・デル・フエゴの南に流された。そこで彼らが遭遇した広大な開水域は、フエゴ島が当時信じられていたような南方まで続く別大陸（メガラニカ、未知の南方大陸）では無く、南側は大洋に向かって開かれた島であることをドレークに推測させた。彼の船が既に知られていたマゼラン海峡を通過するまで、この発見は伏せられていた。
1600年代初頭、オランダ東インド会社がマゼラン海峡と喜望峰を経由するすべてのオランダ貿易を独占しており、当時はマゼラン海峡は極東に向かうための知られていた唯一の経路であった。未知の南方大陸 (Terra Australis) への他の経路を探すために、1615年6月2隻の船でオランダ人ウィレム・スホーテン(Willem Schouten)とヤコブ・ルメール (Jacob le Maire) がオランダから出航し、1616年1月29日にヨーロッパ人で最初にこの岬を回った。そして、スホーテンの生まれ故郷である町ホールンにちなみホールン岬（オランダ語: Kaap Hoorn）と名づけられた。